# Réaux
Réaux è un comune francese soppresso e frazione del dipartimento della Charente Marittima nella regione dell'Aquitania-Limosino-Poitou-Charentes. Dal 1º gennaio 2016 si è fuso con i comuni di Saint-Maurice-de-Tavernole e Moings per formare il nuovo comune di Réaux-sur-Trèfle.

## Società

### Evoluzione demografica
Abitanti censiti